# La morale del branco
La morale del branco è una raccolta di racconti di Carlo Cassola pubblicata da Rizzoli nel 1980.
La raccolta si compone di diciannove racconti con protagonista il regno animale, al quale l'autore si era già dedicato in opere come L'uomo e il cane (1977), Il superstite (1978) e Il paradiso degli animali (1979).

## Racconti
- Il dinosauro risvegliato
- La lucertola cambia casa
- Il falco defraudato
- L'egoismo del bue
- La morale del branco
- Le carte geografiche
- La comunità dei camosci e degli stambecchi
- Gli amori della ghiandaia
- Zabaiòn!
- Mare, cielo e campagna
- Davanti a una torre normanna
- I castelli della Lunigiana
- Sacrifici inutili
- Buio e nebbia
- Vacanza in Sardegna
- La vicinanza è deleteria
- La guerra greco-gotica
- Spartaco
- L'origine comune della società e dell'esercito

## La critica
Scrive Renato Bertacchini che questi racconti «pur parlando di animali, falchi, buoi, formiche, dinosauri, denunciano quella morale difensiva e offensiva del gruppo, della famiglia, della nazione, praticata dagli uomini e responsabile, secondo il pacifista Cassola, della loro rovina fatale e irreversibile.»

## Edizioni
- Carlo Cassola, La morale del branco, Milano, Rizzoli, 1980.